# Laura Lynch (jornalista)
Laura Lynch é uma jornalista canadiana de rádio e televisão da CBC News, mais conhecida como apresentadora convidada frequente do programa diário de notícias matinais da CBC Radio , The Current.
Depois de estudar direito na Universidade de Victoria e jornalismo na Carleton University, ela começou a sua carreira no CBC como repórter de assuntos jurídicos cobrindo histórias no Departamento de Justiça e na Suprema Corte do Canadá. Ela ganhou o prémio da Law Society of British Columbia por Excelência em Jornalismo Legal, e foi indicada ao prémio Jack Webster pela sua reportagem no caso da Suprema Corte R v O'Connor. Ela recebeu a bolsa Martin Wise Goodman Nieman Fellowship no mesmo ano e passou um ano a estudar direitos humanos na Universidade de Harvard.
Além das suas aparições como apresentadora convidada de The Current, ela foi a apresentadora interina regular do programa em 2019, entre a aposentadoria de Anna Maria Tremonti e a estreia do novo apresentador Matt Galloway em janeiro de 2020.